# Roma-Napoli-Roma 1905
La Roma-Napoli-Roma 1905, quarta edizione della corsa, si svolse il 20 settembre 1905 su un percorso di 460 km. La vittoria fu appannaggio dell'italiano Eberardo Pavesi, che completò il percorso in 24h10'38", precedendo i connazionali Giulio Modesti e Alfredo Jacobini.
Sul traguardo di Roma 3 ciclisti, su 67 partiti dalla medesima località, portarono a termine la competizione. Tuttavia alcuni corridori, giunti fuori tempo massimo, vennero ugualmente considerati classificati.

## Ordine d'arrivo (Top 9)
| Pos. | Corridore        | Squadra         | Tempo     |
| ---- | ---------------- | --------------- | --------- |
| 1    | Eberardo Pavesi  | Rudge Whitworth | 24h10'38" |
| 2    | Giulio Modesti   | -               | a 14'00"  |
| 3    | Alfredo Jacobini | Bianchi         | a 29'00"  |
| 4    | Pierino Albini   | Turkheimer      | FTM       |
| 5    | Arturo Quadri    | -               | FTM       |
| 6    | Costante Fiori   | -               | FTM       |
| 7    | Valentino Virgas | -               | FTM       |
| 8    | U. Ranzio        | -               | FTM       |
| 9    | Leone Azzali     | -               | FTM       |